# مسلمة بن محمد
الأمير مولاي مسلمة والمعروف كذلك باسم سلامة بن سيدي محمد (توفي  15 جمادى الثانية 1250هـ  / 19 أكتوبر 1834م) أمير مغربي من سلالة العلويين، والده السلطان محمد الثالث بن عبد الله. انضم لمغامرة أخيه الشقيق الثائر المولى اليزيد فنفاهما والدهما إلى مكة، وعاد مسلمة خوفا من سخط والده بعد سطو أخيه اليزيد على أموال وهدايا ركب الحجاج المغربي، الموجه لفقراء الحجاز واليمن. وعند عودة اليزيد وتحصنه بجبل العلم، أرسل السلطان ابنه مسلمة ليحاصر جبل العلم وينهي تمرد اليزيد، مختبرا بذلك ولاء مسلمة، لكن السلطان توفي قبل أن يعتقل اليزيد، فبايع مسلمة وجيشه اليزيد سلطانا على المغرب. وبعد سحب قبائل الحوز العربية لبيعتها من اليزيد لفائدة أخيه هشام بن محمد، وقعت معركة توفي على إثرها اليزيد، فأعلن مسلمة نفسه سلطانا على المغرب، لكن أهل فاس بايعوا أخوه سليمان بن محمد، الذي طوّق الطريق على مسلمة، فلجأ للمشرق يرتحل ويتجول بين البلدان.

## مسيرته
هو شقيق مولاي اليزيد، أمهما الضاوية (بالإيطالية: Davia Franceschini) وهي أوروبية من أصل كورسيكي، انخرط مع أخيه الشقيق مولاي اليزيد في الثورات التي قام بها ضد أبيه السلطان سيدي محمد في السنوات الأخيرة من حياته، والتي انتهت بالفشل، وقد عفا عنهما السلطان بعدما أن شفع له شرفاء جبل العلم، وأشياخ قبيلة بني عروس، رغم ذلك بقي السلطان يراقب بحذر وعن كثب تحركات اليزيد وأتباعه، وقام بعدها بنفيهم إلى المشرق لمكة، ومعهم جماعة من أصاحبهم الذين كان يشك السلطان في ولائهم. وفي سنة 1202هـ تزعزع ولاء مسلمة لشقيقه اليزيد عندما أقدم هذا الأخير على سطو منزل أحد الشيوخ الحجاج المغاربة، وهو عبد الكريم بن يحيى الفاسي، الذي بعث معه السلطان الهدايا والصدقات لتوزع على شرفاء وفقراء الحرمين الشريفين واليمن، وعندما استولى اليزيد عليها،  قرر حينئذ الأمير مسلمة مفارقته والعودة إلى المغرب اجتنابا لسخط أبيهما الذي اشتد غضبه على اليزيد وتبرأ منه بسبب ذلك، وأرسل السلطان مناشير بالبراءة منه والغضب عليه لتعلق بالكعبة والروضة النبوية والمسجد الأقصى ومسجد الحسين بالقاهرة، وبالأضرحة الكبرى بالمغرب.

### بعد وفاة السلطان
عاد اليزيد سنة 1203 هـ إلى المغرب، واستقر بجبل العلم، حيث ضريح عبد السلام بن مشيش، واعتصم به، فقرر السلطان أن يضع بالقوة حدا لتمرده وعصيانه، فأرسل تجريدتين عسكريتين أسند قيادة إحداهما للأمير مسلمة شقيق أخيه الثائر، ليختبر ولاءه، ويعرف هل تاب عن مناصرة أخيه الشقيق. وأسند قيادة الأخرى للقائد العباس البخاري، وأمرهما بمراسلة حاكم طنجة الطاهر فنيش ليبلغ كبير وزراء إسبانيا كونت فلوريدا بلانكا بوفاة المولى اليزيد والمولى هشام وولاية المولى مسلمة سلطانا على المغرب. وأمرهم بمحاصرة جبل العلم ومعه اليزيد من أي تحرك أو اتصال. لم يدم حصار اليزيد مدة طويلة، إذ سرعان ما توفي السلطان سيدي محمد بن عبد الله بعين عتيق قرب الرباط يوم الأحد 24 رجب عام 1204هـ/9 أبريل سنة 1790م، فتنازع على خلافته ستة من أبنائه، وهم  الأمير مولاي عبد الرحمن والأمير مولاي اليزيد والأمير مولاي هشام والأمير مولاي مسلمة. والأمير مولاي الحسين والأمير مولاي سليمان الذي صفا له الملك الأخير.

### الصراع على السلطة
فتم فك الحصار وبايع مسلمة والقائد العباس البخاري وجيشيهما الأمير اليزيد سلطانا على المغرب. فأصبح مسلمة خليفة على منطقة جبالة والهبط. وبايعت قبائل جهة تطوان وطنجة وأصيلا والعرائش السلطان اليزيد ولما دخل طنجة بايعه وفد فاس ولما زار ضريح الإمام إدريس الأول بجبل زرهون وفد عليه أخوه الأمير مولاي سليمان ببيعة أهل سجلماسة وقبائل الصحراء، ولما حل بمكناس بايعته العرب يوم 18 شعبان عام 1204هـ، ولكن سرعان ما نقض عرب الحوز بيعتهم عندما لاحظو أن السلطان الجديد لم يستقبلهم كما يجب، فبايعوا أخاه المولى هشام، فنهض اليزيد لحربهم، ودخل مراكش، فاستباحها، وراسل الأمير المولى مسلمة سكان سبتة النصارى يخبرهم بانعقاد الصلح مع ملكهم برا وبحرا وطلب منهم أن لا يتعدوا حدهم. وقام المولى هشام بجمع قبائل دكالة وعبدة وقصد اليزيد بمراكش، فتقاتل جيش اليزيد مع جيش هشام، وأصيب اليزيد وقتل على إثرها.

### السلطان مسلمة
بمجرد وصول خبر وفاة أخيه اليزيد بمراكش أعلن مسلمة نفسه سلطانا، وقد ورده في الرسائل الأولى خبر وفاة أخويه اليزيد وهشام معا في معركة زاكورة، فبعث مسلمة ابنيه رشيد وجعفر إلى المدن القريبة من جبل العلم، لأخذ البيعة له من أهلها، وأمر ولده المولى جعفر أن يصل إلى طنجة لإخبار ممثلي الدول الأجنبية بوفاة أخويه، ومبايعة المغاربة له، وطلب منهم الاعتراف به سلطانا على المغرب. وقد سبقه عامل طنجة الطاهر بن عبد الكريم فنيش  إلى إخبارهم بكل ذلك، ولما وصل المولى جعفر إلى طنجة ذهب قناصل الدول الأجنبية إلى لقائه بالمحل الذي نزل فيه، فقدموا إليه هداياهم، وطلبوا منه أن يبلغ إلى والده تهنئتهم بتولية الملك، فأكد لهم هو من جهته أن أباه، يعترف بجميع المعاهدات والاتفاقيات التي عقدها جده السلطان سيدي محمد بن عبد الله مع دولهم، وأنه سيحافظ على ما بين المغرب وبينها من صداقة، وأنه يرخص للسفن التجارية الإسبانية أن ترسوا بالموانئ المغربية، والسماح لها بشحن ما تشاء من بضائع، وبعد أيام جاءتهم من المولى مسلمة دعوة لمقابلته، ولكنهم اعتذروا عن تلبيتها بصعوبة الطريق، وقرروا أن يتريثوا حتى تصلهم أخبار صحيحة عما جرى بمراكش، ويتضح الوضع بالمغرب.
فوصلت بعد أيام الأنباء الصحيحة إلى القناصل والتجار والجواسيس الأجانب بآسفي والصويرة وغيرهما، مؤكدة أن السلطان المولى اليزيد هو الذي توفي في المعركة وحده، وأن المولى هشام حي يرزق لم يمت، وأن أهل فاس بايعوا المولى سليمان لما بلغهم خبر موت اليزيد، فلم تشأ إسبانبا حينئذ أن توثق علاقاتها مع المولى مسلمة، لأنها كانت تعين المولى هشام بالمال والسلاح على حرب أخيه اليزيد، الذي لم تحبذه منذ حصاره لسبتة. وحاول المولى مسلمة أن يكسب بيعم أهل فاس وييزاحم أخاه المولى سليمان المبايع بها، فكتب رسالة تفويض منه للفقيه محمد بن الصادق ابن ريسون المؤرخة في 21 رجب 1206هـ، بيدعوا أهل فاس ومكناس لمبايعته. وكانت طائفة من أهل الرباط قد بايعته فعلا، وأرسل سراياه إلى جهات عديدة وسط المغرب وغربه، ولكن قوات المولى سليمان أوقعت بها، وتم معاقبة القبائل التي بايعته، فسحبت عرب الخلط وقبائل جبالة بيعتها من مسلمة، فسار إلى جبل الزبيب (تيزيرين) بين شفشاون والحسيمة، وانتقل إلى الريف، فلم يقبله سكانها، ولما صعد إلى جبال بني يزناسن فطردوه أهلها، فسار إلى ندرومة فمنعه حاكمها من الوصل إلى الباي بالجزائر، فتوجه إلى تلمسان وأقام بها، واجتمع فيها بالمؤرخ أبي القاسم الزياني بضريح أبي مدين شعيب، وكتب من هناك إلى حاكم الجزائر التركي يستأذنه في المرور بإيالته للحاق بالمشرق، فرفض طلبه، وأرسل من أخرجه من تلمسان، فرحل إلى سجلماسة.

### السفر للمشرق
لما بلغ السلطان المولى سليمان خبر مجيئ مسلمة إلى سجلماسة أرسل إليه مالا وملابس، وعين له راتبا قارا يؤمن له عيشه وعيش أبنائه، وأعطاه قصبة يقيم فيها مع أهله، لكنه لم يطب له العيش بسجلماسة، فخرج متوجها إلى المشرق بقصد الحج. وخلال مروره بتونس سمع به الباي حمودة باشا، فأكرمه وأنزله في قصره بمنوبة، وبقي يتردد على حمودة باشا إلى أن واصل سيره إلى المشرق. ويذكر أنه عند مروره ذات يوم بمدينة باردو وجنود المدفعية يطلقون القنابل، طلب منهم إطلاق القنبلة بطريقة وحساب معين فأصابت هدفها بدقة وتعجب الجنود من مهارته. ولما وصل إلى مصر اجتمع فيها بالجنرال نابليون قائد الحملة الفرنسية.  أقام بها مدة ودخل بعدها الحجاز، ونزل بمكة، ضيفا على أصهاره، حيث أقارب  زوج أخته سرور بن مساعد والشريف غالب بن مساعد. ومل الأمير الإقامة بمكة، فارتحل عنها وصار يرتحل ويجوب البلدان. وبعد أن طال ترحاله ساء حاله واشتد حنينه إلى وطنه المغرب الأقصى، فسافر بحرا إلى تونس سنة 1126هـ بعد اثنين وعشرين عاما من خروجه منها، فرح الباي حمودة باشا بمقدمه، وأكرمه ببيت يسكن فيه وعين له راتبا يتعيش منه. لكن الأمير مسلمة عبر له عن رغبته في العودة إلى المغرب، وطلب منه أن يكتب لأخيه السلطان مولاي سليمان رسالة شفاعة فيه، فاستجاب له الباي، فسار مسلمة إلى وهران، وطلب من حاكمها التركي أن يكتب له رسالة شفاعة أخرى، ولما وصلت الرسالتان إلى السلطان مولاي سليمان قبل شفاعتهما، وكتب لأخيه المولى مسلمة أن يسير إلى سجلماسة ليستقر بها، وعين لسكناه بها دار والده السلطان سيدي محمد بن عبد الله، ووعده بمقاسمته نعمته. وكان اختيار مولاي سليمان سجلماسة لإقامته سياسة حكيمة قصد بها إبعاد أخيه عن مؤججي نيران الثورات. لكن الأمير مسلمة كان يطمح أن يقيم بمكان آخر يرضاه، فرفض عرض أخيه، وعاد إلى تونس ليستقر فيها بقية حياته، وتزوج سيدة من بيت الشيخ القصري أنجب منها ولدا وتوفي صغيرا. وتوفي مسلمة بتونس يوم الأحد 15 جمادى الثانية 1250هـ / 19 أكتوبر 1834م، ودفن بزاوية سيدي عزوز.